# Контроллер Nintendo 64
Контроллер Nintendo 64 (NUS-005) — стандартный игровой контроллер для Nintendo 64. Геймпад был выпущен Nintendo 23 июня 1996 года в Японии и Северной Америке, и в 1997 в Европе. На контроллере присутствуют 10 кнопок и первый аналоговый стик в истории консолей Nintendo.

## Дизайн
Компания Nintendo R&D3 под руководством разработчиков занималась разработкой контроллера с необычной формой, которая отличалась бы от обычных игровых контроллеров, чтобы опробовать на практике новые идеи.
Посередине аналоговый стик и кнопка START, представляющая собой маленькую красную кнопку, по форме одинаковую с другими кнопками. Слева находится D-пад, а справа две кнопки: синяя и зелёная), представляющие А и В. Также присутствуют 4 жёлтых кнопки, которые могут использоваться для управления камерой, или использоваться как дополнительные кнопки (например, инвентаря) и называются «C-buttons». С задней стороны геймпада присутствуют два триггера: L и R,а также кнопка Z, расположенная по середине задней стороны. Контроллер можно удерживать как за крайние захваты, так и средний и правый захваты, в зависимости от дизайна управления игрой.

## Аналоговый стик
В отличие от ранних аналоговых джойстиков для приставок второго поколения, аналоговый стик контроллера Nintendo 64 относился к современному дизайну, рассчитанному на управление большим пальцем. Официально названный «Стик управления» (англ. Control Stick), он позволял отслеживать движения в 360 направлениях, что делало контроллер Nintendo 64 более оптимальным для управления в трёхмерных играх, чем контроллеры с крестовиной без аналоговых стиков. Механизм работы стика был схож с механизмом шарового привода компьютерной мыши. Два диска в контакте со стиком отслеживали его положение относительно позиции на момент включения приставки. Данный механизм имел недостаток, так как активное использование контроллера приводило к износу дисков и ухудшению работы стика.
До выхода Nintendo 64 для приставок Sony PlayStation и Sega Saturn были выпущены контроллеры с аналоговым вводом для авиасимуляторов — джойстики PlayStation Analog Joystick и Mission Stick соответственно. Вскоре после выхода Nintendo 64 на рынок Sega выпустила контроллер 3D Control Pad в комплекте с игрой Nights into Dreams…, на котором присутствовал аналоговый стик под левый большой палец, а через год Sony разработала Dual Analog Controller с двумя аналоговыми стиками под большие пальцы.

## Rumble Pak
Оригинальный Rumble Pak (буквально «гремящий ранец»), разработанный для контроллера Nintendo 64, был выпущен в апреле 1997 года, с выходом игры Star Fox 64, и через два месяца начал продаваться отдельно. Устройство работало от двух батареек ААА. Его использование должно было обеспечить тактильную обратную связь во время игры; попытка сделать игровой опыт более привлекательным. Рамбл Пак вставлялся в тот же слот, на контроллере что и карта памяти. Таким образом, если был вставлен рамбл пак, каждый раз, когда игра требовала сохраниться, приходилось вынимать рамбл пак и вставлять карту памяти. Однако, это не влияло на игры, которые сохраняли свои данные на игровом картридже. Позднее были выпущены версии от других производителей: Тремор пак, Тремор Пак Плюс и Нико Хайпер Пак Плюс.

## Контроллер Пак
Контроллер Пак — это внешняя карта памяти, похожая на те, что использовались на PlayStation и на других консолях, использующих CD-ROM. В то время как базирующиеся на картриджах игры для Nintendo 64 имеют память с батарейным питанием как у их предков на NES и на SNES, Контроллер Пак позволял сохранять данные, отдельно от картриджа, позволяя файлам игр быть использованными с другой копией картриджа, или чтобы хранить данные, которые не будут умещаться на батарейную память картриджа (например, «призрачные» файлы Mario Kart 64). В то время как в консолях других производителей разъем для карт памяти располагался на корпусе приставок, Nintendo решила разместить разъемы на задней стороне конроллеров, таким образом предусматривая варианты, в которых игроки захотят взять с собой собственный контроллер и карту памяти, чтобы играть с другими владельцами Nintendo 64.

## Версия LodgeNet
В 1999 году, Lodgenet, совместно с Nintendo выпустила свою версию устройства. Геймпад появлялся в некоторых отелях США вместе со специально модифицированной Nintendo 64. Версия аналогового стика была аналогична таковому в контроллерах GameCube, и работала лучше, чем на оригинальном устройстве. Дополнительные кнопки позволяли использовать геймпад в качестве пульта для телевизора LodgeNet.